# Morten Moldskred
Morten Moldskred est un footballeur norvégien, né le 13 juin 1980 à Ulstein en Norvège. Il évolue comme attaquant ou ailier.

## Sélection nationale
- Norvège : 9 sélections / 1 but

Morten Moldskred obtient sa première sélection le 5 septembre 2009 contre l'Islande en remplaçant Thorstein Helstad au cours d'un match de qualification pour la Coupe du monde 2010 qui se termine sur un score nul (1-1).
Morten a inscrit son premier but international le 3 mars 2010 en match amical contre la Slovaquie. Il inscrit le seul but de la partie et offre la victoire aux siens (1-0).

## Palmarès
Rosenborg BK
- Champion de Norvège (1) : 2010
- Vainqueur de la Supercoupe de Norvège (1) : 2010